# ¡Bruja, más que bruja!
¡Bruja, más que bruja! es una película estrenada en 1977 escrita y dirigida por Fernando Fernán Gómez. Mezcla de géneros como la comedia, el drama y el musical la película es una honda sátira de algunos arquetipos de la denominada "España Negra". 
La película fue rodada principalmente en el pueblo de Ledanca, Guadalajara,  donde se localizan varias de las escenas exteriores, así como la plaza, calles adyacentes y el interior de la iglesia, también existen localizaciones en el pueblo de Almadrones, Guadalajara, como son el exterior de la iglesia y la escena final con la banda de música 
Pese a contar con un reparto de primera fila, que incluía actores como José Lifante, Mary Santpere, Francisco Algora, Emma Cohen o el propio Fernán Gómez, la película no obtuvo el respaldo del público. Calificada como "un delirio zarzuelístico, rural, adúltero y tiernísimo" sí ha sido reivindicada por la crítica y, con motivo de su cuadragésimo aniversario, se volvió a estrenar en salas comerciales. Se la considera una película maldita y de culto de su director junto a otras obras suyas como El Mundo Sigue. También se destaca por ser la primera ocasión en que Fernán Gómez dirigía para la gran pantalla a quien fuera su pareja, Emma Cohen, tras colaborar conjuntamente en los trabajos para Televisión Española Juan Soldado (1973) y El Pícaro (1974).

## Trama
En un pueblo ruinoso y sin asfaltar Mariana (Emma Cohen), una bella joven, decide casarse con Tío Justino (Fernando Fernán Gómez), el hombre más rico del pueblo, sin atender a su deseo evidente por su sobrino Juan (Paco Algora), un joven mozo que se encuentra en la capital cumpliendo el servicio militar. Tras licenciarse Juan, un auténtico botarate de escasa inteligencia, regresa al pueblo con la intención de asesinar a su tío y poder así desposarse con la joven viuda. Para ello Juan buscará la complicidad de Tía Larga (Mary Santpere), una bruja embustera que utilizará sus artimañas para su propio beneficio. Así comenzará un melodrama esperpéntico repleto de canciones, muchas veces poco entendibles, en el que cabe desde la brujería y el asesinato hasta una disparatada escena de amor entre sacos de harina.

## Reparto
- Francisco Algora - Juan
- Emma Cohen - Mariana
- Mary Santpere - Tía Larga
- Fernando Fernán Gómez - Tío Justino
- José Lifante - Juez
- Estela Delgado - Rufa
- Carmen Martínez Sierra - Madre de Mariana
- Fernando Sánchez Polack - Sacerdote

## Recepción crítica
En los portales de información cinematográfica, la película cuenta con una notable acogida. En IMDb, basándose en 46 votos, obtiene una puntuación de 6,2 sobre 10. FilmAffinity España le otorga idéntica puntuación, 6,2 sobre 10, calculada sobre 292 votos.
Refiriéndose a la película, su director la definió: "Pensé que quedaría muy cómico rodar una película como el neorrealismo italiano, pero en el que la gente cantara de manera tan lírica y ridícula como en la zarzuela. Un musical absolutamente contrario a los norteamericanos".
Javier Ocaña, en el Diario El País, califica la película como "Un gozoso y desternillante disparate en forma de musical, entre la zarzuela y la opereta (...) una obra que apenas admite comparación con cualquier película del cine español. Si acaso, con '"Amanece que no es poco". Y eso ya es mucho".
Andrea G. Bermejo, en la Revista Cinemanía, le otorga una puntuación de 4 sobre 5 estrellas reseñando:"Fernán Gómez (...) quería hacer una película fea y mal hecha (no lo consiguió) pero que divirtiese al personal".
Con motivo de su reestreno en salas Luis Martínez y Carlos F. Heredero en el diario El Mundo reseñaban: "España se despertaba a un tiempo de libertad y se descubría incapaz de entender una palabra, atrapada en la extraña representación de un sueño que al mismo tiempo era escaparate de una pesadilla. Y en medio, una película ferozmente moderna por salvajemente tradicional, anarquista a fuerza de conservadora, posmoderna por rural, revolucionaria de puro reaccionaria".